# Louis-Thomas Chabert de Joncaire
 (novembre 2023).
Si vous disposez d'ouvrages ou d'articles de référence ou si vous connaissez des sites web de qualité traitant du thème abordé ici, merci de compléter l'article en donnant les références utiles à sa vérifiabilité et en les liant à la section « Notes et références ».

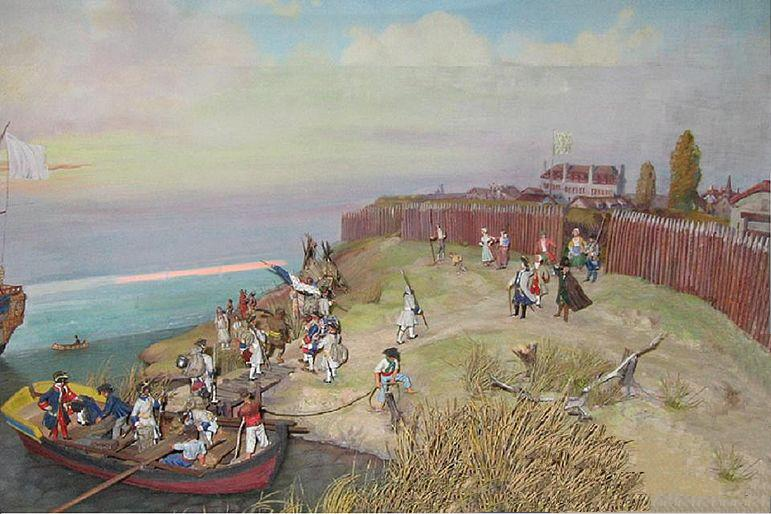
Représentation du Fort Niagara au XVIIIe siècle.

Louis-Thomas Chabert de Joncaire né en 1670 à Saint-Rémy-de-Provence et mort le 29 juin 1739 au fort Niagara est un officier des Troupes de la Marine. Il fut le fondateur du Fort Niagara. Il était dénommé sous le nom de Sononchiez par les Amérindiens.

## Biographie
Louis-Thomas Chabert de Joncaire était le fils d’Antoine-Marie de Joncaire, écuyer, et de Gabrielle Hardi. Il débarqua au Canada avant 1690, en qualité de maréchal des logis dans la garde du gouverneur.
En 1701, il participa activement avec le jésuite et missionnaire Jacques Bruyas et l'officier et interprète Paul Le Moyne de Maricourt à la Grande paix de Montréal signée entre le gouverneur du Canada Hector de Callière avec les différentes tribus de la Nation des Iroquois formant l'Iroquoisie que le diplomate Nicolas Perrot avait visité peu avant en premiers pourparlers.
En 1709, selon son fils Daniel, son père fut capturé par les Amérindiens de la tribu des Tsonnontouans et que, au moment de le torturer et de le livrer au bûcher, une femme de la tribu lui avait sauvé la vie en l’adoptant. Au cours de la captivité de Joncaire, s’établirent entre lui et les Iroquois des rapports cordiaux qui se maintiendront jusqu’à sa mort. Les Amérindiens lui accordèrent leur confiance et leur amitié tandis que Joncaire acquit une excellente connaissance de leur langue et de leurs coutumes. De par ses qualités humaines et diplomatiques, il devenait un auxiliaire précieux pour la Nouvelle-France.
En 1720, Louis-Thomas Chabert de Joncaire est envoyé par le gouverneur du Canada Philippe de Rigaud de Vaudreuil auprès des chefs Senecas pour obtenir leur autorisation de construire un poste de traite fortifié le long de la rivière Niagara. Considéré par eux comme un ami, Chabert de Joncaire reçoit le consentement des chefs amérindiens. Il démarre les travaux du fort Niagara avec l'aide de compagnons d'armes venus de fort Frontenac. Redoutant une alliance des Iroquois avec les Britanniques, Vaudreuil commence la construction de trois postes de traite de fourrure aux abords du lac Ontario, lui permettant de faire commerce avec les Iroquois avant qu'ils n'atteignent New York.
Quatre ans plus tard, le gouverneur de New York y établit à son tour un poste de traite, à Oswego, en souhaitant renforcer le commerce avec les Amérindiens. Vaudreuil voit une menace importante, et demande l'autorisation aux Iroquois pour l'agrandissement du poste de traite fortifié de Niagara en véritable fort en pierre à Fort Niagara afin de défendre l'empire français dans l'Ouest : advenant un refus, il estime une attaque des Britanniques et des Iroquois inévitable. Il mourut avant d'apprendre l'acceptation du projet, le 10 octobre 1725.

## Famille
Le 1er mars 1706, Chabert de Joncaire avait épousé, à Montréal, Marie-Madeleine Le Gay, âgée de 17 ans, fille de Jean-Jérôme Le Gay de Beaulieu, marchand bourgeois de Montréal, et de Madeleine Just. Des dix enfants nés de ce mariage, entre 1707 et 1723, deux jouèrent un rôle dans l’histoire de la colonie.
Le fils aîné, Philippe-Thomas Chabert de Joncaire capitaine des Troupes de la Marine, En 1753, le gouverneur du Canada décida la construction de poste de traite fortifié à la confluence de la rivière Allegheny et du ruisseau des Français ou French Creek. Louis-Thomas Chabert de Joncaire établit un premier fortin dénommé "Fort d'Anjou". Il est remplacé l'année suivante par l'officier Michel Maray de La Chauvignerie qui reprend la construction du futur fort Machault.
Son frère cadet Daniel-Marie Chabert de Joncaire, connu sous le nom de sieur de Chabert et de Clausonne, était interprète et officier durant la guerre de Sept Ans.